# Jörg Bewersdorff
Jörg Bewersdorff (Neuwied, 1 de fevereiro de 1958) é um matemático alemão.
Bewersdorff obteve o Abitur no Werner-Heisenberg-Gymnasium em Neuwied e estudou na sequência, a partir de 1975, matemática e informática na Universidade de Bonn, onde obteve o doutorado em 1985, orientado por Günter Harder no Instituto Max Planck de Matemática, com uma tese sobre aplicações de métodos topológicos (teorema do ponto fixo de Lefschetz) na teoria dos números (Eine Lefschetzsche Fixpunktformel für Hecke-Operatoren). Mais tarde trabalhou como matemático na indústria de aparelhos de jogos, sendo atualmente diretor da firma Mega-Spielgeräte em Limburg an der Lahn, fundada em 1988, e desenvolve máquinas caça-níquel. Também é gerente da firma GeWeTe (caixas automáticos) em Mechernich. Mora em Limburg.
Bewersdorff escreveu três livros sobre álgebra, teoria dos jogos e estatística matemática. Dois de seus livros foram traduzidos para o inglês.

## Obras
- Glück, Logik und Bluff: Mathematik im Spiel - Methoden, Ergebnisse und Grenzen, Vieweg+Teubner Verlag, 5. Auflage 2010, ISBN 3834807753, doi:10.1007/978-3-8348-9696-4.
- Algebra für Einsteiger: von der Gleichungsauflösung zur Galoistheorie, Vieweg+Teubner Verlag, 4. Auflage 2009, ISBN 3834807761, doi:10.1007/978-3-8348-9326-0.
- Statistik – wie und warum sie funktioniert. Ein mathematisches Lesebuch, Vieweg+Teubner Verlag 2011, ISBN 978-3834817532, doi:10.1007/978-3-8348-8264-6.